# 1378
Portal Geschichte | Portal Biografien | Aktuelle Ereignisse | Jahreskalender | Tagesartikel

◄ |
13. Jahrhundert |
14. Jahrhundert
| 15. Jahrhundert | ►

◄ |
1340er |
1350er |
1360er |
1370er
| 1380er | 1390er | 1400er | ►

◄◄ |
◄ |
1374 |
1375 |
1376 |
1377 |
1378
| 1379 | 1380 | 1381 | 1382 | ► | ►►
Staatsoberhäupter  · Nekrolog
| Januar | Januar | Januar | Januar | Januar | Januar | Januar | Januar |
| Kw     | Mo     | Di     | Mi     | Do     | Fr     | Sa     | So     |
| ------ | ------ | ------ | ------ | ------ | ------ | ------ | ------ |
| 53     |        |        |        |        | 1      | 2      | 3      |
| 1      | 4      | 5      | 6      | 7      | 8      | 9      | 10     |
| 2      | 11     | 12     | 13     | 14     | 15     | 16     | 17     |
| 3      | 18     | 19     | 20     | 21     | 22     | 23     | 24     |
| 4      | 25     | 26     | 27     | 28     | 29     | 30     | 31     |

| Februar | Februar | Februar | Februar | Februar | Februar | Februar | Februar |
| Kw      | Mo      | Di      | Mi      | Do      | Fr      | Sa      | So      |
| ------- | ------- | ------- | ------- | ------- | ------- | ------- | ------- |
| 5       | 1       | 2       | 3       | 4       | 5       | 6       | 7       |
| 6       | 8       | 9       | 10      | 11      | 12      | 13      | 14      |
| 7       | 15      | 16      | 17      | 18      | 19      | 20      | 21      |
| 8       | 22      | 23      | 24      | 25      | 26      | 27      | 28      |

| März | März | März | März | März | März | März | März |
| Kw   | Mo   | Di   | Mi   | Do   | Fr   | Sa   | So   |
| ---- | ---- | ---- | ---- | ---- | ---- | ---- | ---- |
| 9    | 1    | 2    | 3    | 4    | 5    | 6    | 7    |
| 10   | 8    | 9    | 10   | 11   | 12   | 13   | 14   |
| 11   | 15   | 16   | 17   | 18   | 19   | 20   | 21   |
| 12   | 22   | 23   | 24   | 25   | 26   | 27   | 28   |
| 13   | 29   | 30   | 31   |      |      |      |      |

| April | April | April | April | April | April | April | April |
| Kw    | Mo    | Di    | Mi    | Do    | Fr    | Sa    | So    |
| ----- | ----- | ----- | ----- | ----- | ----- | ----- | ----- |
| 13    |       |       |       | 1     | 2     | 3     | 4     |
| 14    | 5     | 6     | 7     | 8     | 9     | 10    | 11    |
| 15    | 12    | 13    | 14    | 15    | 16    | 17    | 18    |
| 16    | 19    | 20    | 21    | 22    | 23    | 24    | 25    |
| 17    | 26    | 27    | 28    | 29    | 30    |       |       |

| Mai | Mai | Mai | Mai | Mai | Mai | Mai | Mai |
| Kw  | Mo  | Di  | Mi  | Do  | Fr  | Sa  | So  |
| --- | --- | --- | --- | --- | --- | --- | --- |
| 17  |     |     |     |     |     | 1   | 2   |
| 18  | 3   | 4   | 5   | 6   | 7   | 8   | 9   |
| 19  | 10  | 11  | 12  | 13  | 14  | 15  | 16  |
| 20  | 17  | 18  | 19  | 20  | 21  | 22  | 23  |
| 21  | 24  | 25  | 26  | 27  | 28  | 29  | 30  |
| 22  | 31  |     |     |     |     |     |     |

| Juni | Juni | Juni | Juni | Juni | Juni | Juni | Juni |
| Kw   | Mo   | Di   | Mi   | Do   | Fr   | Sa   | So   |
| ---- | ---- | ---- | ---- | ---- | ---- | ---- | ---- |
| 22   |      | 1    | 2    | 3    | 4    | 5    | 6    |
| 23   | 7    | 8    | 9    | 10   | 11   | 12   | 13   |
| 24   | 14   | 15   | 16   | 17   | 18   | 19   | 20   |
| 25   | 21   | 22   | 23   | 24   | 25   | 26   | 27   |
| 26   | 28   | 29   | 30   |      |      |      |      |

| Juli | Juli | Juli | Juli | Juli | Juli | Juli | Juli |
| Kw   | Mo   | Di   | Mi   | Do   | Fr   | Sa   | So   |
| ---- | ---- | ---- | ---- | ---- | ---- | ---- | ---- |
| 26   |      |      |      | 1    | 2    | 3    | 4    |
| 27   | 5    | 6    | 7    | 8    | 9    | 10   | 11   |
| 28   | 12   | 13   | 14   | 15   | 16   | 17   | 18   |
| 29   | 19   | 20   | 21   | 22   | 23   | 24   | 25   |
| 30   | 26   | 27   | 28   | 29   | 30   | 31   |      |

| August | August | August | August | August | August | August | August |
| Kw     | Mo     | Di     | Mi     | Do     | Fr     | Sa     | So     |
| ------ | ------ | ------ | ------ | ------ | ------ | ------ | ------ |
| 30     |        |        |        |        |        |        | 1      |
| 31     | 2      | 3      | 4      | 5      | 6      | 7      | 8      |
| 32     | 9      | 10     | 11     | 12     | 13     | 14     | 15     |
| 33     | 16     | 17     | 18     | 19     | 20     | 21     | 22     |
| 34     | 23     | 24     | 25     | 26     | 27     | 28     | 29     |
| 35     | 30     | 31     |        |        |        |        |        |

| September | September | September | September | September | September | September | September |
| Kw        | Mo        | Di        | Mi        | Do        | Fr        | Sa        | So        |
| --------- | --------- | --------- | --------- | --------- | --------- | --------- | --------- |
| 35        |           |           | 1         | 2         | 3         | 4         | 5         |
| 36        | 6         | 7         | 8         | 9         | 10        | 11        | 12        |
| 37        | 13        | 14        | 15        | 16        | 17        | 18        | 19        |
| 38        | 20        | 21        | 22        | 23        | 24        | 25        | 26        |
| 39        | 27        | 28        | 29        | 30        |           |           |           |

| Oktober | Oktober | Oktober | Oktober | Oktober | Oktober | Oktober | Oktober |
| Kw      | Mo      | Di      | Mi      | Do      | Fr      | Sa      | So      |
| ------- | ------- | ------- | ------- | ------- | ------- | ------- | ------- |
| 39      |         |         |         |         | 1       | 2       | 3       |
| 40      | 4       | 5       | 6       | 7       | 8       | 9       | 10      |
| 41      | 11      | 12      | 13      | 14      | 15      | 16      | 17      |
| 42      | 18      | 19      | 20      | 21      | 22      | 23      | 24      |
| 43      | 25      | 26      | 27      | 28      | 29      | 30      | 31      |

| November | November | November | November | November | November | November | November |
| Kw       | Mo       | Di       | Mi       | Do       | Fr       | Sa       | So       |
| -------- | -------- | -------- | -------- | -------- | -------- | -------- | -------- |
| 44       | 1        | 2        | 3        | 4        | 5        | 6        | 7        |
| 45       | 8        | 9        | 10       | 11       | 12       | 13       | 14       |
| 46       | 15       | 16       | 17       | 18       | 19       | 20       | 21       |
| 47       | 22       | 23       | 24       | 25       | 26       | 27       | 28       |
| 48       | 29       | 30       |          |          |          |          |          |

| Dezember | Dezember | Dezember | Dezember | Dezember | Dezember | Dezember | Dezember |
| Kw       | Mo       | Di       | Mi       | Do       | Fr       | Sa       | So       |
| -------- | -------- | -------- | -------- | -------- | -------- | -------- | -------- |
| 48       |          |          | 1        | 2        | 3        | 4        | 5        |
| 49       | 6        | 7        | 8        | 9        | 10       | 11       | 12       |
| 50       | 13       | 14       | 15       | 16       | 17       | 18       | 19       |
| 51       | 20       | 21       | 22       | 23       | 24       | 25       | 26       |
| 52       | 27       | 28       | 29       | 30       | 31       |          |          |

| Januar | Januar | Januar | Januar | Januar | Januar | Januar | Januar |
| Kw     | Mo     | Di     | Mi     | Do     | Fr     | Sa     | So     |
| ------ | ------ | ------ | ------ | ------ | ------ | ------ | ------ |
| 53     |        |        |        |        | 1      | 2      | 3      |
| 1      | 4      | 5      | 6      | 7      | 8      | 9      | 10     |
| 2      | 11     | 12     | 13     | 14     | 15     | 16     | 17     |
| 3      | 18     | 19     | 20     | 21     | 22     | 23     | 24     |
| 4      | 25     | 26     | 27     | 28     | 29     | 30     | 31     |

| Februar | Februar | Februar | Februar | Februar | Februar | Februar | Februar |
| Kw      | Mo      | Di      | Mi      | Do      | Fr      | Sa      | So      |
| ------- | ------- | ------- | ------- | ------- | ------- | ------- | ------- |
| 5       | 1       | 2       | 3       | 4       | 5       | 6       | 7       |
| 6       | 8       | 9       | 10      | 11      | 12      | 13      | 14      |
| 7       | 15      | 16      | 17      | 18      | 19      | 20      | 21      |
| 8       | 22      | 23      | 24      | 25      | 26      | 27      | 28      |

| März | März | März | März | März | März | März | März |
| Kw   | Mo   | Di   | Mi   | Do   | Fr   | Sa   | So   |
| ---- | ---- | ---- | ---- | ---- | ---- | ---- | ---- |
| 9    | 1    | 2    | 3    | 4    | 5    | 6    | 7    |
| 10   | 8    | 9    | 10   | 11   | 12   | 13   | 14   |
| 11   | 15   | 16   | 17   | 18   | 19   | 20   | 21   |
| 12   | 22   | 23   | 24   | 25   | 26   | 27   | 28   |
| 13   | 29   | 30   | 31   |      |      |      |      |

| April | April | April | April | April | April | April | April |
| Kw    | Mo    | Di    | Mi    | Do    | Fr    | Sa    | So    |
| ----- | ----- | ----- | ----- | ----- | ----- | ----- | ----- |
| 13    |       |       |       | 1     | 2     | 3     | 4     |
| 14    | 5     | 6     | 7     | 8     | 9     | 10    | 11    |
| 15    | 12    | 13    | 14    | 15    | 16    | 17    | 18    |
| 16    | 19    | 20    | 21    | 22    | 23    | 24    | 25    |
| 17    | 26    | 27    | 28    | 29    | 30    |       |       |

| Mai | Mai | Mai | Mai | Mai | Mai | Mai | Mai |
| Kw  | Mo  | Di  | Mi  | Do  | Fr  | Sa  | So  |
| --- | --- | --- | --- | --- | --- | --- | --- |
| 17  |     |     |     |     |     | 1   | 2   |
| 18  | 3   | 4   | 5   | 6   | 7   | 8   | 9   |
| 19  | 10  | 11  | 12  | 13  | 14  | 15  | 16  |
| 20  | 17  | 18  | 19  | 20  | 21  | 22  | 23  |
| 21  | 24  | 25  | 26  | 27  | 28  | 29  | 30  |
| 22  | 31  |     |     |     |     |     |     |

| Juni | Juni | Juni | Juni | Juni | Juni | Juni | Juni |
| Kw   | Mo   | Di   | Mi   | Do   | Fr   | Sa   | So   |
| ---- | ---- | ---- | ---- | ---- | ---- | ---- | ---- |
| 22   |      | 1    | 2    | 3    | 4    | 5    | 6    |
| 23   | 7    | 8    | 9    | 10   | 11   | 12   | 13   |
| 24   | 14   | 15   | 16   | 17   | 18   | 19   | 20   |
| 25   | 21   | 22   | 23   | 24   | 25   | 26   | 27   |
| 26   | 28   | 29   | 30   |      |      |      |      |

| Juli | Juli | Juli | Juli | Juli | Juli | Juli | Juli |
| Kw   | Mo   | Di   | Mi   | Do   | Fr   | Sa   | So   |
| ---- | ---- | ---- | ---- | ---- | ---- | ---- | ---- |
| 26   |      |      |      | 1    | 2    | 3    | 4    |
| 27   | 5    | 6    | 7    | 8    | 9    | 10   | 11   |
| 28   | 12   | 13   | 14   | 15   | 16   | 17   | 18   |
| 29   | 19   | 20   | 21   | 22   | 23   | 24   | 25   |
| 30   | 26   | 27   | 28   | 29   | 30   | 31   |      |

| August | August | August | August | August | August | August | August |
| Kw     | Mo     | Di     | Mi     | Do     | Fr     | Sa     | So     |
| ------ | ------ | ------ | ------ | ------ | ------ | ------ | ------ |
| 30     |        |        |        |        |        |        | 1      |
| 31     | 2      | 3      | 4      | 5      | 6      | 7      | 8      |
| 32     | 9      | 10     | 11     | 12     | 13     | 14     | 15     |
| 33     | 16     | 17     | 18     | 19     | 20     | 21     | 22     |
| 34     | 23     | 24     | 25     | 26     | 27     | 28     | 29     |
| 35     | 30     | 31     |        |        |        |        |        |

| September | September | September | September | September | September | September | September |
| Kw        | Mo        | Di        | Mi        | Do        | Fr        | Sa        | So        |
| --------- | --------- | --------- | --------- | --------- | --------- | --------- | --------- |
| 35        |           |           | 1         | 2         | 3         | 4         | 5         |
| 36        | 6         | 7         | 8         | 9         | 10        | 11        | 12        |
| 37        | 13        | 14        | 15        | 16        | 17        | 18        | 19        |
| 38        | 20        | 21        | 22        | 23        | 24        | 25        | 26        |
| 39        | 27        | 28        | 29        | 30        |           |           |           |

| Oktober | Oktober | Oktober | Oktober | Oktober | Oktober | Oktober | Oktober |
| Kw      | Mo      | Di      | Mi      | Do      | Fr      | Sa      | So      |
| ------- | ------- | ------- | ------- | ------- | ------- | ------- | ------- |
| 39      |         |         |         |         | 1       | 2       | 3       |
| 40      | 4       | 5       | 6       | 7       | 8       | 9       | 10      |
| 41      | 11      | 12      | 13      | 14      | 15      | 16      | 17      |
| 42      | 18      | 19      | 20      | 21      | 22      | 23      | 24      |
| 43      | 25      | 26      | 27      | 28      | 29      | 30      | 31      |

| November | November | November | November | November | November | November | November |
| Kw       | Mo       | Di       | Mi       | Do       | Fr       | Sa       | So       |
| -------- | -------- | -------- | -------- | -------- | -------- | -------- | -------- |
| 44       | 1        | 2        | 3        | 4        | 5        | 6        | 7        |
| 45       | 8        | 9        | 10       | 11       | 12       | 13       | 14       |
| 46       | 15       | 16       | 17       | 18       | 19       | 20       | 21       |
| 47       | 22       | 23       | 24       | 25       | 26       | 27       | 28       |
| 48       | 29       | 30       |          |          |          |          |          |

| Dezember | Dezember | Dezember | Dezember | Dezember | Dezember | Dezember | Dezember |
| Kw       | Mo       | Di       | Mi       | Do       | Fr       | Sa       | So       |
| -------- | -------- | -------- | -------- | -------- | -------- | -------- | -------- |
| 48       |          |          | 1        | 2        | 3        | 4        | 5        |
| 49       | 6        | 7        | 8        | 9        | 10       | 11       | 12       |
| 50       | 13       | 14       | 15       | 16       | 17       | 18       | 19       |
| 51       | 20       | 21       | 22       | 23       | 24       | 25       | 26       |
| 52       | 27       | 28       | 29       | 30       | 31       |          |          |

## Ereignisse

### Politik und Weltgeschehen

#### Abendländisches Schisma
- 27. März: Der in Italien verhasste Papst Gregor XI. stirbt in Rom. Am 8. April wählt das nur eintägige Konklave unter massivem Druck der römischen Bevölkerung, die einen italienischen Papst fordert, Bartolomeo Prignano als Urban VI. zum Papst. Der Neapolitaner ist der letzte Papst, der zum Zeitpunkt seiner Wahl nicht dem Kardinalskollegium angehört. Seine Weigerung, nach Avignon zurückzukehren, ist Wochen später Ursache für das Abendländische Schisma. Weiters ernennt er neunundzwanzig neue Kardinäle, von denen nur drei Franzosen sind. Damit bricht er die französische Dominanz im Kardinalskollegium. Dreizehn Kardinäle – die französischen, mehrere italienische und Kardinal Robert von Genf – verlassen daraufhin erbost Rom und reisen nach Fondi. Im Sommer kommt auch noch der aragonesische Kardinal Pedro de Luna nach Fondi.
- Juli: Der Krieg der Acht Heiligen zwischen dem Papsttum und mehreren italienischen Städten und Führung von Florenz wird durch einen Friedensschluss in Tivoli beendet.
- 20. September: Die vierzehn überwiegend französischen Kardinäle wählen in Fondi mit Unterstützung von König Karl V. von Frankreich den „Henker von Cesena“ Robert von Genf zum Gegenpapst. Er nimmt den Namen Clemens VII. an. Außerdem verfassen die Kardinäle eine Erklärung, in der es heißt, dass sie seinerzeit zur Wahl von Papst Urban genötigt worden seien. Danach reisen sie weiter nach Avignon.

#### Weitere Ereignisse in Italien
- 17. Juni: Antoniotto Adorno wird durch einen Putsch für wenige Stunden Doge von Genua, wird dann aber von seinem Mitverschwörer Nicolò Guarco gestürzt.
- 18. Juni: Salvestro de’ Medici, der kurz zuvor zum Gonfaloniere in Florenz gewählt worden ist, gelingt es mit einem Gesetz die Partei der Guelfen unter Piero degli Albizzi zu entmachten, die zuvor eine Terrorherrschaft in der Stadt geführt haben. Dem Volk ist das Gesetz jedoch nicht weitreichend genug.
- 22. Juli: Die Stadtregierung von Florenz wird beim Ciompi-Aufstand gestürzt; Piero degli Albizzi und andere werden unter der Anklage der Verschwörung hingerichtet. Interessengegensätze der Rebellen führen jedoch nach wenigen Wochen mit Unterstützung von Michele di Lando zur Wiederherstellung der alten Ordnung unter Salvestro de’ Medici.
- 4. August: Nach dem Tod von Galeazzo II. Visconti wird sein Sohn Gian Galeazzo Visconti als Mitherrscher seines Onkels Bernabò Visconti Stadtherr von Mailand und Pavia. Zwischen den beiden kommt es bald zu einem Machtkampf.
- Der Chioggia-Krieg zwischen den beiden Seerepubliken Genua und Venedig beginnt mit einem Angriff der Genuesen auf Chioggia. Chioggia wird gleichzeitig von der Land- und der Seeseite belagert. Im August erobern die Genuesen den Hafen, dann den Ort Sottomarina, den sie niederbrennen. Nach der Eroberung der kleinen Insel San Domenico können sie in das Zentrum Chioggias eindringen, wo es überall zu Häuserkämpfen mit blanken Waffen kommt. Dabei werden angeblich 3.500 Menschen getötet und mehrere tausend weitere verletzt.

#### Weitere Ereignisse in Europa

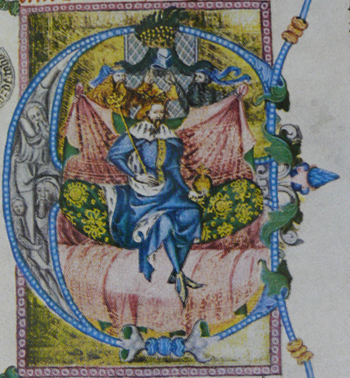
König Wenzel, Illustration aus der Wenzelsbibel, um 1398/1395

- 14. März: Karl IV. erteilt Ellingen das Recht der Befestigung, das er auf den Einspruch der Reichsstadt Weißenburg zehn Tage später wieder zurückzieht.
- 27./28. April oder 28./29. April: In der Hersfelder Vitalisnacht, sehr wahrscheinlich aber erst in der Nacht danach, versucht der Abt des Stiftes Hersfeld, Berthold II. von Völkershausen, mit Hilfe des Sterner Ritterbundes die Herrschaft über die Stadt Hersfeld zu erlangen. Durch einen vorher zugestellten Fehdebrief schlägt der Überfall allerdings fehl. Die Stadt verklagt die Angreifer daraufhin vor dem König, nach dem Urteil muss der Abt 10.000 Mark und jeder der achtzehn beteiligten Ritter 400 Silbermark Strafe zahlen. Das Verhältnis zwischen der Stadt und der Abtei ist auf Generationen gestört.
- 29. November: Der bereits am 6. Juli 1376 gekrönte Wenzel von Luxemburg wird nach dem Tod seines Vaters Karl IV. deutscher König.

#### Urkundliche Ersterwähnungen
- Ersterwähnung von Mickten, heute Stadtteil von Dresden

### Wirtschaft
- Der antijüdische Würfelzoll ist erstmals urkundlich nachweisbar.

### Religion
Die Kartause Eisenach wird mit Unterstützung der Landgrafen Friedrich III., Wilhelm I. und Balthasar von Meißen gegründet. Die ersten Mönche kommen aus dem Kartäuserkloster Erfurt.

### Natur und Umwelt
- Seegfrörne: Der Bodensee ist komplett zugefroren.

## Geboren

### Geburtsdatum gesichert
- 23. Januar: Ludwig III., Kurfürst von der Pfalz († 1436)
- 2. März: Edmund Stafford, englischer Adeliger († 1403)
- 22. Juni: Walter Hungerford, englischer Adeliger († 1449)
- 16. August: Hongxi, Kaiser von China aus der Ming-Dynastie († 1425)
- 24. Oktober: David Stewart, schottischer Thronerbe († 1402)
- 31. Dezember: Alonso de Borja, unter dem Namen Calixt III. Papst († 1458)

### Genaues Geburtsdatum unbekannt
- Angelotto Fosco, stadtrömischer Geistlicher, Bischof und Kardinal († 1444)
- Luis de Guardafía, letzter Herrscher der Majos, der Ureinwohner Lanzarotes
- Johanna II., Gräfin der Auvergne und von Boulogne († 1422)
- Katharina von Burgund, Herzogin von Österreich († 1425)
- Peter Mauley, englischer Adeliger († 1415)
- Guidantonio da Montefeltro, Graf von Urbino († 1443)
- John Oldcastle, Anführer der englischen Lollarden († 1417)
- Vittorino da Feltre, italienischer Renaissance-Humanist und Lehrer († 1446)

### Geboren um 1378
- George Douglas, schottischer Adeliger († 1402)

## Gestorben

### Todesdatum gesichert
- 6. Februar: Jeanne de Bourbon, Königin von Frankreich (* 1338)
- 12. Februar: Alexej Biakont, Metropolit von Moskau und ganz Russland
- 27. März: Pierre Roger de Beaufort, unter dem Namen Gregor XI. Papst der katholischen Kirche (* 1329)
- 5. April: Gusai, japanischer Mönch und Dichter (* 1284)
- 31. Mai: Thomas von Neumarkt, Titularbischof von Sareptensis und Weihbischof in Breslau (* 1297)
- 1. Juli: Johann IV. von Arkel, Fürstbischof von Utrecht und Lüttich
- 4. August: Galeazzo II. Visconti, Stadtherr von Pavia (* um 1329)
- 4. September: Bartolomeo Bulgarini, italienischer Maler (* um 1305)
- 17. September: Marquard Bermann, Bischof von Schwerin
- 4. Oktober: Agnes von der Vierbecke, Person der Dortmunder Geschichte (* um 1341)

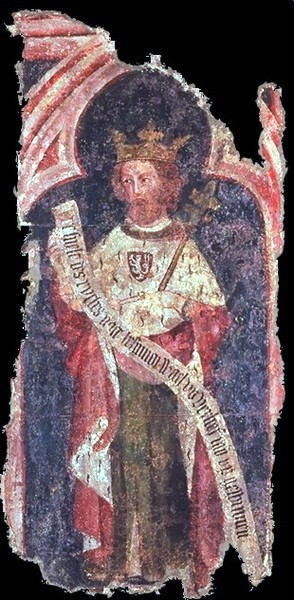
Karl IV., um 1360/70

- 29. November: Karl IV., römisch-deutscher Kaiser, König von Böhmen und König von Italien (* 1316)
- 5. Dezember: Gilles II. Aycelin de Montaigut, französischer Diplomat und Kardinal

### Genaues Todesdatum unbekannt
- Juli: Owain Lawgoch, walisischer Söldnerführer (* um 1330)
- vor dem 24. November: Guglielmo Sanseverino, Erzbischof von Salerno
- Piero degli Albizzi, Anführer der Guelfen in Florenz
- Biligtü Khan, Großkhan der Mongolen (* 1338)
- Ralph Daubeney, englischer Ritter und Militär (* um 1304)
- Jovan Dragaš, serbischer Magnat in Makedonien (* 1343)
- Jacques de Rue, Kammerherr des Königs Karl II. von Navarra
- Pierre du Tertre, Sekretär des Königs Karl II. von Navarra
- Hasso von Wedel-Falkenburg, Hofmeister der Mark Brandenburg und der Lausitz